# Г'ю Вудгауз
Колін Г'ю Кайран Вудгауз (англ. Hugh Woodhouse, 12 лютого 1934 — 29 серпня 2011) — англійський сценарист, молодший брат сценариста Мартіна Вудгауза. Відомий, зокрема, тим, що спільно з братом написав сценарій кількох епізодів серіалу Суперкар.
Вудгауз навчався в Сент-Джонс коледж, Кембридж, в 1954. В 2002, Вудгауз співпрацював з Cubeword Games Limited, в Шафтсборі — виробником ігор і іграшок. 17 квітня стає її директором, і 7 травня, Вудгауз став її секретарем.
За трагічних обставин Вудгауз помер на іменини свого брата, 29 серпня 2011